# Carlos Peçanha
Carlos Ferreira Peçanha, ou apenas Carlos Peçanha, (Campos dos Goytacazes, 2 de dezembro de 1930) é um advogado e político brasileiro, outrora deputado federal pelo Rio de Janeiro.

## Dados biográficos
Filho de Cleveland Peçanha e Carlota Ferreira Peçanha. Advogado formado pela Universidade Federal Fluminense e fiscal de rendas do Rio de Janeiro, elegeu-se vereador em Campos dos Goytacazes via PSP em 1962 e chegou à presidência da Câmara Municipal. Em 1966 renunciou ao mandato parlamentar para assumir a prefeitura da cidade ante a renúncia de Rockfeller de Lima. Após o fim do mandato dividiu o seu tempo entre a chefia da inspetoria de renda em Campos dos Goytacazes e o conselho de administração das Centrais Elétricas Fluminenses, dentre outros cargos públicos.
Eleito deputado federal pelo PMDB em 1982, votou a favor da Emenda Dante de Oliveira em 1984 e escolheu Tancredo Neves no Colégio Eleitoral em 1985, não disputando a reeleição. Presidente da Companhia de Eletricidade do Estado do Rio de Janeiro no governo Moreira Franco, a seguir atuou junto ao Sindicato dos Fiscais de Rendas do Estado do Rio de Janeiro.
Primo de Teotônio Araújo, vice-governador do Rio de Janeiro no início do Regime Militar de 1964 durante o governo Paulo Torres e depois governador quando o titular renunciou para eleger-se senador em 1966, sendo que Teotônio Araújo foi reconduzido à vice-governadoria na chapa da ARENA liderada por Raimundo Padilha em 1970.